# John Kander
John Kander, nato John Harold Kander (Kansas City, 18 marzo 1927), è un compositore statunitense.

## Biografia
Figlio di Bernice Aaron e Harold S. Kander, studiò alla The Pembroke Hill School e all'Oberlin College prima di prendere un master alla Columbia University quando era un pupillo di Douglas Moore e studiava composizione con Jack Beeson.
Kander iniziò la sua carriera a Broadway come pianista sostituto per le prove di West Side Story. Il direttore di palcoscenico di West Side Story chiese poi a Kander di suonare all'audizione per il successivo spettacolo, Gypsy. Durante le audizioni, Kander incontrò il coreografo Jerome Robbins, che gli chiese di comporre le musiche delle danze per lo spettacolo andato in scena nel 1959. Dopo questa esperienza scrisse gli arrangiamenti per le danze di Irma la dolce nel 1960.
La sua prima produzione di un musical fu A Family Affair, scritto con James e William Goldman. Egli incontrò il paroliere Fred Ebb inel 1962 ed iniziò una collaborazione durata più di quarant'anni. Quello stesso anno, l'emergente Barbra Streisand registrò due duetti, "My Coloring Book" e "I Don't Care Much." Nel 1965, Kander e Ebb vararono il loro primo spettacolo a Broadway, Flora the Red Menace, prodotto da Hal Prince, su libretto di George Abbott e Robert Russell, in cui Liza Minnelli fece la sua prima apparizione a Broadway. 

I loro più grandi successi furono Cabaret (1966), che approdò a Broadway sotto la direzione di Harold Prince, e Chicago (1975), messo in scena dal grande coreografo Bob Fosse. Entrambi sarebbero stati trasposti con successo sul grande schermo; la versione cinematografica di Chicago vinse nel 2002 l'Premio Oscar come miglior film.
John Kander ha composto anche le canzoni per il film New York, New York di Martin Scorsese, nonostante il film non abbia riscosso un grande successo, la canzone che dà il titolo al film, cantata da Liza Minnelli, è diventata un successo internazionale, diventando l'inno di New York. Kander, assieme ad Ebb, compose anche delle canzoni per lo spettacolo di Thornton Wilder, The Skin of Our Teeth, che venne messo in scena per la prima a Londra, ma i diritti d'autore vennero acquisiti dai nipoti di Wilder.
John Kander è sposato dal 2010 con il coreografo Albert Stephenson, suo compagno dal 1977.

## Opere
Liriche di Fred Ebb dove non indicato diversamente
Musical
- A Family Affair (1962) - liriche di William Goldman
- Flora the Red Menace (1965)
- Cabaret (1966)
- Go Fly a Kite (1966) - musica e liriche anche di Walter Marks
- The Happy Time (1968)
- Zorba (1968)
- 70, Girls, 70 (1971)
- Chicago (1976)
- The Act (1978)
- Woman of the Year (1981)
- The Rink (1984)
- Diamonds (1984) - due canzoni: Winter In New York e Diamonds Are Forever
- And The World Goes 'Round (1991)
- Kiss of the Spider Woman (1992)
- Steel Pier (1997)
- Fosse (1999)
- Over and Over (1999)
- The Visit (2001)
- Curtains (2006) - liriche aggiuntive di Rupert Holmes
- All About Us (revisione del 2007 di Over and Over)
- The Scottsboro Boys (2010)

## Filmografia
Scrissero canzoni per i seguenti film:
- Cabaret (1972) - 3 canzoni
- Funny Lady (1975) - 6 canzoni
- Lucky Lady (1976) - 2 canzoni
- A Matter of Time, aka Nina (1976) - 2 canzoni
- New York, New York (1977) - 4 canzoni
- French Postcards (1979) - 1 canzone
- A scuola di ballo (1991) - 1 canzone
- Chicago (2002) - 1 canzone

Colonne sonore
- Something for Everyone (1970)
- Kramer vs. Kramer (1979)
- Still of the Night (1982)
- Blue Skies Again (1983)
- Places in the Heart (1984)
- An Early Frost (TV film, NBC, 1985)
- I Want to Go Home (1989)
- Billy Bathgate (1991)
- Breathing Lessons (TV film, CBS, 1994)
- The Boys Next Door (TV film, CBS, 1996)

Televisione
- Liza! (1970)
- Ol' Blue Eyes Is Back (1973) (Frank Sinatra)
- Liza with a Z (1972)
- Gypsy In My Soul (1976) (Shirley Maclaine)
- Baryshnikov on Broadway (1980)
- Liza In London (1986)
- Sam Found Out, A Triple Play (1988)
- Liza Minnelli, Live From Radio City Music Hall (1992)

## Premi
- Tony Award (1967, Cabaret)
- Tony Award (1981, Woman Of The year)
- Tony Award (1993, Kiss Of The Spiderwoman)
- Tony Award (2023, Premio alla carriera)
- Laurence Olivier Award (1998, for the London production of Chicago)
- Emmy Award (1973, for Liza With A Z)
- Emmy Award (1993, for Liza Minnelli Live! From Radio City Music Hall)
- Grammy Award (1967, for Cabaret, Original Cast Album)
- Grammy Award (1998, for Chicago, Musical Show Album)

I due ricevettero diverse nomination, di altri cinque Tony Awards, due Academy Awards e quattro Golden Globe.
Nel 1998, Kander and Ebb ricevettero il Kennedy Center Honors award alla carriera.